# Второе Тарлаково
Второе Тарлаково — село в Кузнецком районе Пензенской области. Входит в Чибирлейский сельсовет
Расположена у речки Тарлаковки (левый приток Чибирлейки) в 5 км к юго-западу от села Чибирлей и 18 км к югу от Кузнецка.

## История
Поселена в начале XVIII века князьями Борисом Петровичем Кудашевым, Никитой и Петром Ивановичами Мустафиными. Часть села была татарской. Порядковое наименование Второе присвоено после 1897 года и означает нахождение во втором стане Кузнецкого уезда (Первое Тарлаково находилось в первом стане Кузнецкого уезда). В 1859 году имелись часовня и мечеть. В 1877 — в Чибирлейской волости, 96 дворов, часовня, мечеть.

## Население
| 1748 | 1795 | 1859 | 1877 | 1897 | 1911 | 1926 |
| ---- | ---- | ---- | ---- | ---- | ---- | ---- |
| 484  | ↘278 | ↗542 | ↗570 | ↗723 | ↗929 | ↗963 |
| 1930 | 1939 | 1959 | 1979 | 1989 | 1996 | 2002 |
| ↘950 | ↘840 | ↘531 | ↘306 | ↘177 | ↘166 | ↘140 |
| 2010 |      |      |      |      |      |      |
| ↘110 |      |      |      |      |      |      |

Численность населения: в 1859—542, 1877—570, 1897—723 (в том числе татар — 119), 1926—963, 1930—950, 1959—531, 1979—306, 1989—177, 1996—166 жителей.

## Достопримечательности
Вблизи деревни расположена база отдыха Сосновый бор, в живописном месте окруженном сосновым лесом рядом с прудом.
В 4,5 км к северо-западу от села, в овраге посреди леса, расположен государственный памятник природы — родник, освященный в честь Смоленской иконы Божией Матери.

## Видео
- Село Второе Тарлаково, Кузнецкий район (3.09.2022)
- Село Второе Тарлаково — съёмка с машины, Кузнецкий район (03.09.2022)